# Portland Trail Blazers 1994-1995
La stagione 1994-95 dei Portland Trail Blazers fu la 25ª nella NBA per la franchigia.
I Portland Trail Blazers arrivarono quarti nella Pacific Division della Western Conference con un record di 44-38. Nei play-off persero al primo turno con i Phoenix Suns (3-0).

## Roster
| N° | Naz.                   | Ruolo | Sportivo          | Anno | Alt. | Peso |
| -- | ---------------------- | ----- | ----------------- | ---- | ---- | ---- |
| 1  | Stati Uniti (bandiera) | G     | Rod Strickland    | 1966 | 191  | 79   |
| 2  | Stati Uniti (bandiera) | AC    | Mark Bryant       | 1965 | 206  | 111  |
| 3  | Stati Uniti (bandiera) | AC    | Clifford Robinson | 1966 | 208  | 102  |
| 11 | Stati Uniti (bandiera) | G     | Negele Knight     | 1967 | 185  | 79   |
| 12 | Stati Uniti (bandiera) | G     | Steve Henson      | 1968 | 180  | 80   |
| 22 | Stati Uniti (bandiera) | GA    | Clyde Drexler     | 1962 | 201  | 95   |
| 23 | Stati Uniti (bandiera) | G     | Aaron McKie       | 1972 | 196  | 95   |
| 24 | Stati Uniti (bandiera) | C     | Chris Dudley      | 1965 | 211  | 107  |
| 25 | Stati Uniti (bandiera) | A     | Jerome Kersey     | 1962 | 201  | 98   |
| 26 | Stati Uniti (bandiera) | G     | James Robinson    | 1970 | 188  | 82   |
| 30 | Stati Uniti (bandiera) | G     | Terry Porter      | 1963 | 191  | 88   |
| 31 | Stati Uniti (bandiera) | A     | Tracy Murray      | 1971 | 201  | 102  |
| 33 | Stati Uniti (bandiera) | AC    | Otis Thorpe       | 1962 | 206  | 102  |
| 44 | Stati Uniti (bandiera) | A     | Harvey Grant      | 1965 | 203  | 88   |
| 52 | Stati Uniti (bandiera) | AC    | Buck Williams     | 1960 | 203  | 98   |
| 53 | Stati Uniti (bandiera) | C     | James Edwards     | 1955 | 213  | 102  |

## Staff tecnico
- Allenatore: P.J. Carlesimo
- Vice-allenatori: Rick Carlisle, Johnny Davis, Dick Harter